# Аладжем, Мирит
Мирит Аладжем (англ. Mirit I. Aladjem, ивр. מירית אלעדגם‎) — израильско-американский биолог; исследует клеточные сигнальные пути, которые регулируют синтез ДНК. Она является старшим исследователем в отделении развивающей терапии Национального института онкологии и руководителем группы репликации ДНК. 

## Образование
Аладжем получила докторскую степень в Тель-Авивском университете. Она была научным сотрудником в Институте Вейцмана, а затем — постдокторантом и специальным членом Общества лейкемии в Институте биологических исследований Солка.

## Карьера и исследования
В октябре 1999 года Аладжем присоединилась к Лаборатории молекулярной фармакологии/Отделению экспериментальной терапии Национального института онкологии и была назначена старшим исследователем в 2007 году. Исследования Аладжем сосредоточены на клеточных сигнальных путях, которые модулируют хроматин для регуляции дупликации хромосом и прогрессирования клеточного цикла. Команда Аладжем первой картировала точки начала репликации в масштабе всего генома, продемонстрировав тесную связь между репликацией, модификациями гистонов и упаковкой хроматина. Её текущие исследования выявили белки, которые определяют, будут ли определённые области хроматина реплицироваться во время нормального роста и после воздействия противораковой терапии.

## Известные публикации
- Novère, Nicolas Le; Hucka, Michael; Mi, Huaiyu; Moodie, Stuart; Schreiber, Falk; Sorokin, Anatoly; Demir, Emek; Wegner, Katja; Aladjem, Mirit I; Wimalaratne, Sarala M; Bergman, Frank T; Gauges, Ralph; Ghazal, Peter; Kawaji, Hideya; Li, Lu; Matsuoka, Yukiko; Villéger, Alice; Boyd, Sarah E; Calzone, Laurence; Courtot, Melanie; Dogrusoz, Ugur; Freeman, Tom C; Funahashi, Akira; Ghosh, Samik; Jouraku, Akiya; Kim, Sohyoung; Kolpakov, Fedor; Luna, Augustin; Sahle, Sven; Schmidt, Esther; Watterson, Steven; Wu, Guanming; Goryanin, Igor; Kell, Douglas B; Sander, Chris; Sauro, Herbert; Snoep, Jacky L; Kohn, Kurt; Kitano, Hiroaki (2009). The Systems Biology Graphical Notation. Nature Biotechnology. 27 (8). Nature Portfolio: 735–741. doi:10.1038/nbt.1558. ISSN 1087-0156. PMID 19668183. S2CID 11156729.